# Tristania (EP)
Tristania  è il primo EP (nonché primo elemento discografico) della gothic metal band norvegese Tristania. L'album è uscito nel 1997 sotto l'etichetta discografica Napalm Records.

## Il disco
Il brano Midwintertears è stato registrato nuovamente per essere inserito nell'album di debutto Widow's Weeds; si notano infatti alcune differenze tra le due versioni. Stesso discorso per la traccia Pale Enchantress, che nella seconda registrazione contiene parti cantate dal soprano Vibeke Stene, totalmente assenti nella versione originale.

## Tracce
1. Sirene (Veland, Moen) - 3:22
2. Midwintertears (Veland, Moen) - 8:30
3. Pale Enchantress (Veland, Moen) - 6:29
4. Cease to Exist (Veland, Moen) - 9:16

## Formazione
- Vibeke Stene – voce femminile
- Anders Høvyvik Hidle – chitarra solista
- Morten Veland – chitarra ritmica, voce death
- Einar Moen – tastiere, programmazione
- Rune Østerhus – basso
- Kenneth Ølsson – batteria